# Неретвяни
43°09′02″ пн. ш. 17°23′17″ сх. д. / 43.1505969° пн. ш. 17.3879242° сх. д.

Паганія згідно «Про управління імперією» Костянтина Багрянородного

Неретвяни — південнослов'янське плем'я, яке займало територію південної Далмації з центром на річці Неретва, активне в IX і X століттях, коли неретвяни набули сумної слави адріатичних піратів. У венеційських джерелах їх називали Нарентані від латинської назви річки Неретва (лат. Narenta), грецькі джерела називали їх Пагани (Paganoi), тобто «язичники», оскільки вони довгий час залишались язичниками, тоді як сусідні племена вже були християнізовані. Плем'я було запеклим ворогом Венеційської республіки, оскільки активно нападало на венеційське судноплавство в Адріатиці і навіть здійснювало набіги поблизу самої Венеції, а також кілька разів завдавало поразки венеційському флоту, що одного разу призвело навіть до  загибелі венеційського дожа. Між Венецією та неретвянами декілька раз укладались мирні договори, але вони тривали недовго, оскільки неретвяни швидко повертались до практики піратства. Неретвяни зазнали остаточної поразки під час венеційських кампаній на рубежі X століття і до кінця XI століття згадки про них як про окрему народність зникли з писемних джерел.

## Термінологія
Слово «Неретвяни» (лат. Narentine) є демонімом, що походить від назви місцевої річки Неретва (лат. Narenta). Терміни «Неретвяни», «Пагани» або «Паганія» зустрічаються у двох тогочасних джерелах: в грецькому історико-географічному трактаті Костянтина Багрянородного Про управління імперією (надалі — ПУІ) X століття, і венеційській хроніці Іоанна Диякона Chronicon Venetum et Gradense з початку XI ст.. В трактаті ПУІ плем'я називається грецькою мовою Пагані (грец. Παγανοὶ), а їхня держава — Паганія (грец. Παγανὶα), а також зазначається, що латинською мовою вони називаються Арентани (Αρεντανοἰ), а їх держава — Арента (Αρεντα). Венеційський літописець Іоанн Діакон використовува в своїй хроніці географічний термін Narentani (як у princeps Narentanorum, Narrentanos Sclavos ). Сербсько-хорватською мовою племінна назва звучить як Неретвани (Neretvani), Неретляни (Neretljani) та Пагани (Paganije), а їх державне утворення як Паганія (Паганија).

## Географія та економіка

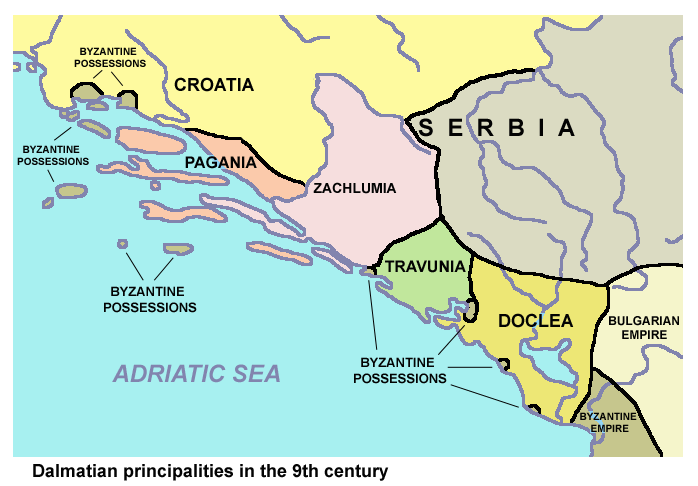
Далматинські князівства в IX столітті

У розділах ПУІ «Історія провінції Далмація» та «Пагані, які також називаються Арентані, і про країну, в якій вони зараз проживають», описується географія Паганії. Паганія мала графства (жупи) Растоца, Мокрош і Дален. Растоца і Мокрос лежали біля узбережжя і мали власний галерний флот, тоді як жупа Дален знаходилась на віддаленні від моря і її економіка базувалась на сільському господарстві. У Паганії були населені міста Мокрон (Макарська), Беруллія (імовірно Брела), Острок (Заострог) і Славінеца (біля Градаца), а також великі острови Куркра/Кікер (Корчула), Мелета/Малозеатай (Млет), Фара (Хвар) і Братзіс (Брач). Пагані розводили отари на островах. Сусідніми з Паганією островами, які проте не входили до її складу були Хора (імовірно Сушаць), Іес (Віс) і Ластобон (Ластово). Хорватія була розташована на північному заході, а Захумлє на сході. Далі всередині материка на північному сході, за Паганією, Захумлією, Травунією та Дуклею знаходилась Сербія, яка межувала з Хорватією по річці Цетина.

## Історія
Походження Неретвян остаточно не з'ясовано. Вони можуть бути як хорватським плем'ям, яке прибуло на Балкани з основною міграцією після 626 р., так і плем'ям склавинів, що переселилося з-за Дунаю в рамках великого переселення склавінів між 609 і 615 рр. Проте безсумнівно, що плем'я неретвян утворилося в результаті одного з цих слов'янських переселень.
У 639 році Нарона, до того часу процвітаюче римське місто в долині Неретви була зруйнована ордою аварів і слов'ян. Через кілька років слов'янські племена захопили контроль над нижньою течією Неретви. На руїнах Нарони слов'яни побудували нове місто, а на руїнах римських храмів поставили пам'ятник слов'янському богу Святовиту. Згідно з Евансом, Нарентія стала оплотом для язичників на Балканах, подібно до острова Рюген для балтійських слов'ян (в Яромарсбурзі). У 642 році слов'яни з узбережжя Далмації вторглися на кораблях в південну Італію і напали на Сіпонто. По всій Адріатиці почастішали слов'янські морські набіги і вона стала небезпечною для подорожей.
У другій половині VIII століття, скориставшись слабкістю Візантійської імперії, неретвяни захопили три візантійські острови: Брач, Хвар і Корчула. Це підштовхнуло їх до морського піратства і опосередковано сприяло тому, що вони так і не сформували власний державний організм.
Перші конфлікти між венеційцями та неретвянами відбулися незадовго перед 830 роком, оскільки приблизно в цей неретвянські слов'яни надіслали посланців до дожа Джованні I Партчипаціо (правління 829—836) і між ними було підписано першу мирну угоду (укладену між венеційським дожем і Sclavorum de insula Narrentis). П. Скок вважає цей період також першим контактом між Венецією та островами Середньої Далмації. За словами Шафаріка (1795—1861), на початку IX століття піратськ напади неретвян на венеційське судноплавство зросли настільки, що це спровокувало дожа Джованні I напасти на них, а потім запропонував їм мир. В цей час Венеційська республіка, що де-факто підпорядковувалася Візантійській імперії, активно розширювала свої морські торгові відносини зі Сходом. У першій половині IX століття Візантія була ослаблена внутрішніми заворушеннями, завдяки чому болгари та араби отримали шанс зміцнити свої позиції. Араби зайняли Крит у 825 році, Палермо у 831 році, Таранто у 839 році , і до 1840 року завдали декілька поразок венеційському флоту, тож їх флотилії почували себе вільно в Адріатиці. У 841 році арабські кораблі атакували адріатичні міста і досягли гирла річки Падуя, тоді як менші загони атакували Будву, Розу та Нижній Котор. У 842 р. араби завоювали Барі, а в 846 р. дійшли до самого Риму. Венеційський флот, зобов'язаний захищати візантійську Адріатику, був майже повністю зайнятий битвами з арабами,а візантійський флот з'являвся рідко і з невеликою кількістю кораблів. Це, а також загроза зі сторони арабів спонукали слов'янських піратів навколо Неретви до розвитку свого власного флоту. Коли венеційський флот перебував у сицилійських водах у 827—828 роках, неретвяни отримали можливість активізувати свої операції, коли венеційські галери повернулись в Адріатику, вони ставали більш обережними. Венеційські хроніки говорять про неретвянського вождя, який хрестився у Венеції, проте зазначають, що неретвяни непостійні й оманливі, як їхнє море; як тільки події у Венеції чи на Адріатичному морі погіршувалися, неретвяни повертались до піратської практики. Один із їхніх нападів у 834—835 роках, коли вони пограбували та вбили кількох венеційських купців, що поверталися з Беневенто, викликав велике обурення проти них у Венеції.
Щоб зупинити ці напади, венеційці здійснили великий похід проти далматинських слов'янських піратів у 839 році. Дож П'єтро Традоніко послав військові кораблі проти слов'янських земель (Склавенії) Згідно з Ф. Шишичем, дож П'єтро наказав напасти на неретвян навесні 839 р. Згідно з В. Клаїчем, Традоніко спочатку розгромив хорватів на чолі з Миславом і змусив їх укласти мир, а потім продовжив атаку на неретвянські острови і уклав мир з неретвянським вождем Дрозайком. Відомостей про бої того року немає, але відомо, що було укладено мир з хорватами та частиною наретвян. Венеційський хроніст Іоанн Диякон (1008) згадує про поновлення мирного договору, підписаного Дрозайком (ad Narrentanas insulas cum Drosaico, Marianorum iudice, similiter fedus instituit). Мир із неретвянами тривав недовго, можливо, тому, що неретвяни підписали його, щоб уникнути наебезпеки нападу, або, ймовірніше, тому, що він був укладений не з усіма неретвянами, а з їх окремим племенем чи кланом. У 840 р. венеційці атакували неретвянського вождя Людислава, що закінчилося невдачею. Людислав (Liuditus sclavus), можливо, наступник або співправитель Дрозайко, переміг флот венеційського дожа та вбив сотні його людей. За словами Клаїча, неретвяни порушили мир. Схоже, що до лютого 840 р. неретвянське піратство навіть досягло Істрії. Пакт Лотаря, венеційсько-франкський договір 840 р. передбачав спільну боротьбу проти слов'янських племен (generationes Sclavorum inimicas). Проте, оскільки на той час венеційський флот зазнав двох поразок від арабів, венеційці не змогли вступити в нові бої з далматинськими слов'янами. У 846 році неретвяни підійшли до самої Венеції, здійснивши набіг на сусідній Каорле.

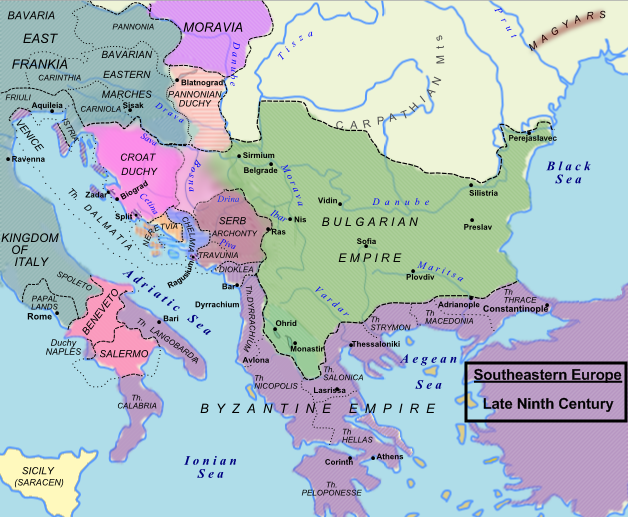
Західнобалканські держави наприкінці 9 ст.

Сходження на візантійський престол Василія I (правління 867—886) призвів до важливих змін у Візантії. Енергійний правитель, він зумів налагодити більш тісні стосунки з болгарами і навіть з далекими хорватами, та покращив організацію захисту імперії. Коли Рагуза (Дубровник) попросила допомоги імператора проти загрози сарацинів, він направив в Адріатику сильний флот. Візантійський адмірал Никита Орифа налагодив тісніші контакти зі слов'янськими племенами навколо Рагузи, захумлянами, травунцями та каналітами, і у 869 році запросив їх до спільної боротьби з сарацинами, як на суші, так і на морі. До співпраці були закликані лише слов'янські племена Південної Далмації; на півночі хорвати та далматинці вступили у відносини з італійським королем Людовиком, викликавши розчарування візантійців Коли якісь «слов'яни» (неретвяни за Нараяном) у березні 870 р. викрали емісарів єпископа Риму, які поверталися додому з Четвертого Константинопольського собору, візантійці використали це як хороший привід для нападу. і змусити їх підкоритися (871). ПУІ згадує, що неретвян називали «язичниками, тому що вони не прийняли хрещення в той час, коли всі серби були охрещені», що поміщається в правління Василя. Неретвяни не згадуються у зв'язку з візантійською військовою експедицією на Барі, організованої Василієм I, в якій брали участь інші далматинські слов'яни. Хорвати, серби, захлумці, травунці, конавляни, рагузці, «з усіма жителями міст Далмації», переправилися через море до Лангобардії та взяли Барі. Василій повернув Далмацію під владу Візантії до 878 , і значна частина Далмації була підпорядкована Константинопольському патріархату. ПУІ стверджує, що далматинські слов'яни просили Василія І охрестити їх, проте християнізація неретвян, здається, зазнала невдачі. Згідно з Евансом, неретвяни залишалися язичниками до 873 року, коли візантійський адмірал Орифа переконав їх прийняти хрещення. У той час як дож Орсо I Партічіпаціо та його син Джованні II Партіціпаціо уклали мир і союз з хорватами після 876 року, венеційці все ще перебували у стані війни з неретвянами.
У 880 р. венеційсько-франкський договір був поновлений. У 887 році дож П'єтро I Кандіано послав війська проти неретвянських слов'ян, які висадилися біля «Слов'янського пагорба» (mons Sclavorum), змусивши слов'ян втікати. Неретвяни зазнали поразки в битві в серпні 887 року під Макарською, а їхні п'ять кораблів були знищені сокирами. Проте 18 вересня 887 року за допомогою сусідів неретвяни завдали венеційському флоту рішучої поразки, причому під час битви був убитий венеційський дож, а його тіло залишили лежати на полі бою (згодом Андреа Трибун таємно відвіз тіло до Венеції). Від цього часу до 948 року венеційські хроніки не згадують про конфлікти з хорватами, що означало б, що венеційці запропонували мир і платили їм данину.
Під час правління сербського правителя Петара Гойніковича (правління 892—917) Паганія була частиною Сербського князівства. Петар і візантійський полководець Діррахія Лев Рабдух зустрілися в нарентійських землях для укладення союзу проти болгар. Михаїл Захумський, якого Петар витіснив із Захумля на сусідні острови, повідомив болгарам про ці переговори. У 917 році болгари обдурили Петара, які потім анексували Сербію в 924—927 роках, доки Часлав не повернувся до Сербії та не відбудував державу у союзі з візантійцями. Держава Часлава включала Паганію (неретвян).  У 940-х роках острови Брач і Хвар, які раніше стали частиною Хорватського королівства, відокремилися під час повстання бана Прибіни та знову приєдналися до провінції Нарентіна. Неретвяни скористалися внутрішніми заворушеннями в Хорватії після смерті хорватського короля Крешиміра I (945) і захопили острови Сушаць, Віс і Ластово. У 948 році неретвяни ворогували з венеційським дожем П'єтро III Кандіано, який послав 33 військові галери під командуванням Урсо Бадоваріо та П'єтро Розолло, але неретвянам вдалося захиститися. Венеційці були змушені платити данину неретвянам за безпечний морський перехід. Після смерті Часлава, близько 960 року Сербія розпалась на менші одиниці.
У 997 році неретвяни посилили набіги на візантійські та венеційські міста, і встановили тісні зв'язки з хорватським правителем Светославом Суронєю, який у той час боровся зі своїми двома братами за трон. Ці стосунки спричинили налаштування далматинських міст і Венеції проти Святослава. У 998 році Венеційська республіка, що формально лишалась під владою візантійського імператора, отримала контроль над візантійськими далматинськими містами поки Хорватія перебувала в стані громадянської війни. Неретвяни були напівнезалежними і здійснювали набіги на Адріатику, зокрема проти Венеції. Коли Венеція здобула владу в Далмації, деякі далматинські міста, які відчували загрозу зі сторони Венеції, намагались об'єднати свої сили з неретвянами. Венеційці втрутились і завдали рішучої поразки неретвянам та їхнім хорватським союзникам на морі, що призвело до занепаду влади в Наретвії. Князівство неретвян в XI столітті стало частиною Хорватського королівства.
9 травня 1000 року венеційський дож П'єтро II Орсеоло вирішив підкорити союзних хорватів і неретвян, захищаючи інтереси своїх торгових колоній в Адріатиці та громадян міст латиномовної Далмації. Без особливих труднощів його флот вдарив по всьому узбережжю східної Адріатики — лише неретвяни чинили йому певний опір. У якості контратаки неретвяни викрали 40 провідних громадян Зари (Задар) і захопили торгові кораблі з Апулії. Дож П'єтро II відправив 10 кораблів, які між островами Ластово і Сушаць несподівано напали на неретвян, що повертались додому і захопили їх у полон. Венеційці утримували неретвянських бранців у Трогірі. Неретвянські емісари прибули до тимчасової резиденції дожа в Спалато (Спліт), щоб домовитись про звільнення в'язнів. Вони гарантували, що сам неретвянський принц з'явиться зі своїми людьми і відмовиться від старих прав стягувати податки з венеційців за вільний проїзд. Усім ув'язненим дозволили повернутися додому, за винятком шести, яких залишили в заручниках. Оскільки Ластово і Корчула продовжували протистояти венеційцям, П'єтро II Орсеол змушений був завоювати Корчулу, а після довгих кровопролитних боїв булао підкорено також і Ластово. Оскільки Ластово мало серед венеційців сумновідому славу затятого піратського притулку, дож наказав вивезти з острова його жителів і зруйнувати місто. Після того, як жителі Ластово відмовилися погодитися, венеційці напали і зрівняли його з землею.
Вочевидь, після завданих венеційцями ударів, сили неретвян були підірвані і до кінця XI століття згадки про них, як про окрему народність, зникли з писемних джерел.

## Питання історіографії

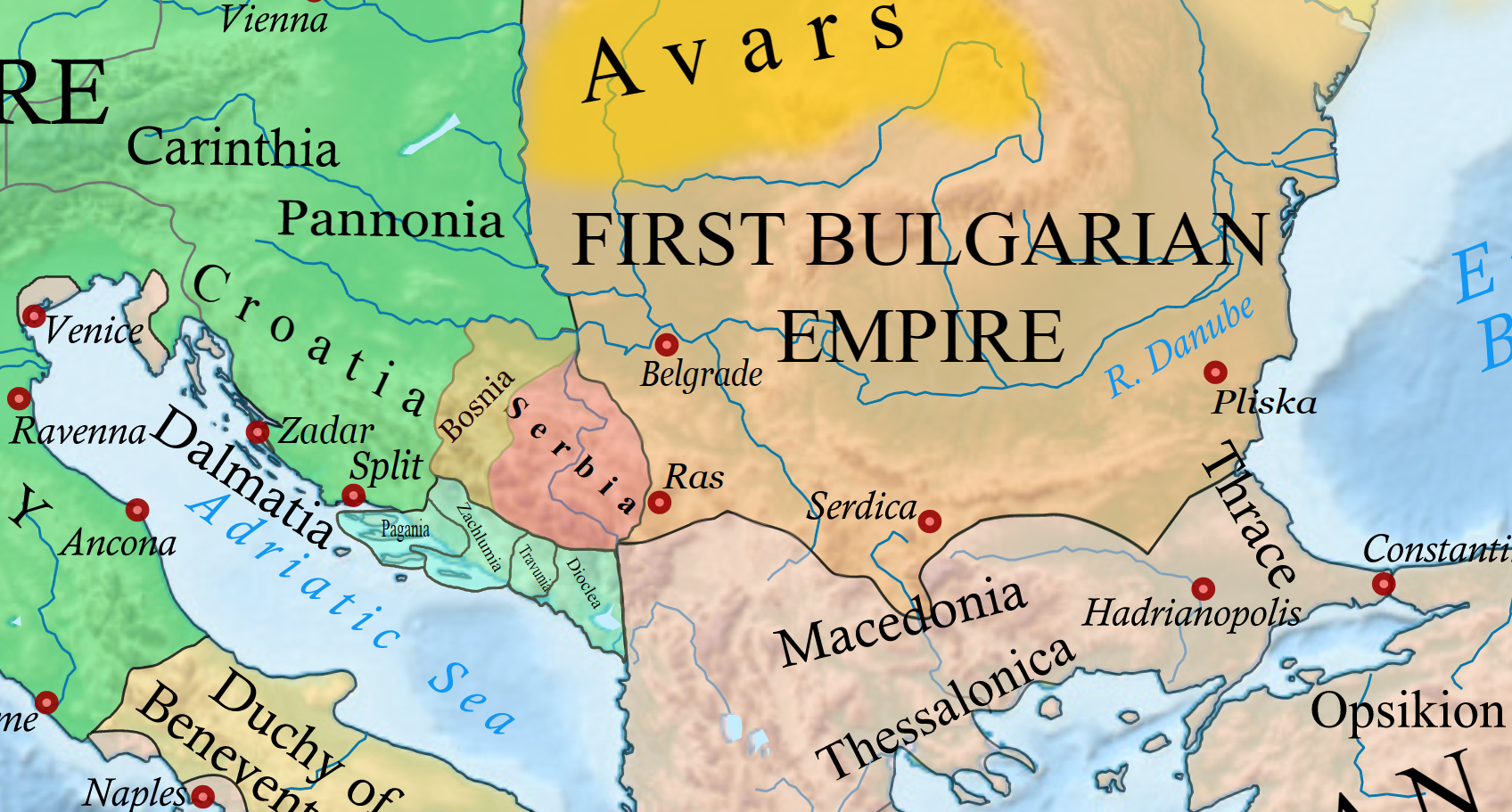
Слов'янські князівства на початку IX ст.

В історіографії часто зустрічається питання про етнічну приналежність неретвян, зі спробами  ідентифікувати це плем'я як сербське чи хорватське. Найдавніша інформація про неретвян датується початком IX століття, зібрана в Chronicon Venetum et Gradense. Венеційська хроніка вживала для позначення неретвян слов'янський етнонім "неретвянські слов'яни" (лат. Narrentanos Sclavos). В ПУІ неретвян описують як нащадків «нехрещених сербів», які заселили Далмацію з території поблизу Салонік, а раніше прибули туди з Білої Сербії на запрошення візантійського імператора Іраклія (р. 610—641), і їх називають язичниками, тому що вони не прийняли хрещення в той час, коли всі серби були хрещені.
У XIX столітті історик Павел Йозеф Шафарик (1795—1861) писав, що перші відомості про сербів в історії були з подій, пов'язаних з неретвянами. Костянтин Йозеф Їречек (1854—1918) розглядав їх як окреме південнослов'янське плем'я. Хорватські історики Міхо Барада (1889—1957) і Нада Клаїч (1920-1988) вважали їх «ані хорватами, ані сербами». Хорватський історик Фердо Шишич (1869—1940) вважав, що населення Неретви «завжди і постійно було повністю ідентичним до хорватського [населення], включаючи також його чакавський діалект». Сербська історіографія XIX і XX століть вважала неретвян сербами. Володимир Чорович (1885—1941) вважав неретвян одним з сербських племен. Чеський історик Френсіс Дворнік у своєму аналізі розділів ПУІ дійшов висновку, що неретвяни, швидше за все, були хорватського, ніж сербського походження, і що згадка про них в ПУІ як про нехрещених сербів є радше політичним «проектуванням автором стану справ у його власний час на три століття раніше». Хорватський історик Володимир Кошчак вважав, що неретвяни перебували під владою хорватів від Трпимира I до Домагоя (пом. 876), і що після смерті останнього вони послали емісарів до Василія I і визнали його правління, яке, однак, було коротким — проіснував лише до падіння візантійського протеже Здеслава (879), коли неретвяни знову відпали від Візантії. Кошчак ставив під питання візантійське панування також на південь від Паганії, стверджуючи, що провінції Паганія, Захумлія, Травунія та Дукля знову потрапили під правління Хорватії під час Браніміра (правління 879—892). Ця теорія була піддана критиці Божидаром Фер'янчичем.
У сучасній історіографії румунсько-американський історик Флорін Курта погодився з тими істориками, які «справедливо витлумачили як ознаку того, що в середині X століття приморські жупанії перебували під контролем сербського жупана Часлава, який правив регіонами у внутрішніх районах і поширив свою владу на захід через гори до узбережжя». Сербський історик Тібор Живкович також вважав це відображенням політичної ситуації в X столітті, що немає впевненості, що неретвяни та інші були сербами чи хорватами чи окремими племенами, які прибули з сербами чи хорватами на Балкани і що ці етнічні ідентичності є результатом політичного, а не етнічного розвитку, пов'язаного з відповідними князівствами. Він також зазначив, що «в ПУІ зазначено, що серби були хрещені набагато раніше, а отже, язичники не могли належати до сербського племені. У розділі 32 міститься інформація про те, що серби контролювали Паганію бл. 895 року, під час правління архонта Петра, і саме ця політична обставина змусила    Костянтина написати, що язичники належали до сербського племені». Хорватський історик Невен Будак також вважає, що зауваження щодо неретвян були пов'язані з політичною ситуацією на той час і що суперечка між хорватською та сербською історіографіями щодо етнічної приналежності неретвян є безглуздою. За словами хорватського історика Хрвоє Грачаніна, як розповідь про поселення хорватів у Панонії, так і сербів у Паганії та сусідніх князівствах в ПУІ не відображають хорватське чи сербське етнічне походження, а радше говорять про стан розподілу політичної влади протягом IX і X століть. Подібним чином хорватський історик Іво Гольдштейн стверджував, що неретвян «не можна вважати ані сербами, ані хорватами», але слід розглядати як частину хорватської історії. Будак писав, що неретвяни були «безсумнівно окремою етнічною групою», яка «зникла як окрема етнічна одиниця, коли їхнє князівство було приєднано до Хорватії». У сербській (наприклад, Сіма Чиркович) і частково хорватській історіографії неретвян часто продовжуть відносити да сербів чи хорватів, а їх державне утворення розглядати як частину середньовічної сербської чи хорватської держави, але таке міркування не бере до уваги «складність мультишарових ідентичностей», в результаті яких «слов'янське населення диференціювалося на більш ніж два етногенетичних ядра».
У «Хроніці священика Дуклі», творі, написаному католицьким єпископом, ймовірно, для хорватського правителя бл. 1300–10, південно-далматинські князівства згадуються як частина «Червоної Хорватії». Проте треба зважати, що у той час, як більш пізні частини Хроніки дуклянського священика вважаються цінними і достовірними, події, описані в ранньому Середньовіччі, значною мірою дискредитовані в історіографії.

## Відомі очільники неретвян
- Дрозайко (Drosaik, Dražko, Draško), венеційський хроніст Іоанн Диякон[61] (1008) записує поновлення венеційсько-неретвянського мирного договору, підписаного Дрозайком (Ad Narrantanas insulas cum Drosaico, Marianorum iudice, similiter fedus instituit).[62]
- Людітус Склав (Людислав), можливо наступник або співправитель Дрозайко, переміг венеційського дожа і вбив сотні його людей. [17]
- Унусклав і Діодур — згідно з Йоганном Крістіаном фон Енгелем (1798)[63], вони очолювали напад на Каорле (який відбувся у 846 році, згідно з Нараяном [21]). Шафарик включив примітку до Slowanské Starožitnosti (1837) і передав їх назви як «Uneslaw» і «Diodur»[64].
- Берігуй або Берігой (Berigoj), згаданий у хартії 1050 року бенедиктинського монастиря Св. Марії на острові Треміті як «король прибережних людей» (rex marianorum), потім як «суддя прибережних людей» (iudex Maranorum)[5][65].

## Спадщина
У Венеції існує історичний фестиваль під назвою matrimonio на честь перемоги над неретвянами, який проводиться на Стрітення.